# Etédi Sós Márton
Etédi Sós Márton (Etéd, 1753 – Bugyi, 1801. március 18.) költő.

## Élete
Erdélyből származott, Bugyiban volt jegyző 1797-1799 között. A református halotti anyakönyv szerint 48 évet élt, a halál oka: "hypoconaria". Ez vélhetően hypochromia lehet, mely talán vészes vérszegénységre utal. Etédit az irodalomtörténet a kor kisebb jelentőségű írói között tartja számon.

## Munkái
- Magyar gyász, vagyis második Lajos magyar királynak a mohácsi mezőn történt veszedelme. melyet gyenge tehetsége szerént versekbe kívánt szedni egy nemzete romlását kesergő magyar E. S. M. Pest, 1792. (2. kiadás. Uo. 1813.)
- Örömre változott siralom, mely felséges herczeg Sándor Leopold hazánk elfelejthetlen nádor-ispányát fájlalja és azon megboldogult herczeg magához mindenben hasonló vérének felséges herczeg József Antalnak székében helyheztetett öröm ünnepi tiszteletére iratott 1795. Uo. (Költemény.)
- Scytha király, vagy-is Záton herczegnek külömb külömbféle változásokon forgott története. Buda, (1796.)
- Kettös öröm, melyet felséges austriai herczeg József Antalnak Magyarország nádorispányának, nemkülönben herczeg Batthyány József kardinalis és primás eő Eminencziájának keresztnevek napján az echó által kívánt hallatni. Hely n. 1797. (Költemény.)

### Kéziratban
- Arany idő. 1800. (József Antal főherceg nádor és Alexandra Pavlovna orosz hercegnő egybekelésére írt versek.)